# Koto Baru (Payakumbuh Utara)
Koto Baru is een bestuurslaag in het regentschap Payakumbuh van de provincie West-Sumatra, Indonesië. Koto Baru telt 2061 inwoners (volkstelling 2010).